# برنارد غروس
برنارد غروس (بالإنجليزية: Bernard Gross)‏ هو سياسي أمريكي، ولد في 22 مايو 1935 في فيلادلفيا في الولايات المتحدة. حزبياً، نشط في الحزب الديمقراطي. وقد انتخب عضو مجلس نواب بنسيلفانيا.